# Berenikes hår
Berenikes hår (Coma Berenices på latin) är en stjärnbild som är synlig på norra halvklotet under våren och sommaren. Den är belägen mellan stjärnbilderna Jungfrun och Stora björnen. 
Konstellationen är en av de 88 moderna stjärnbilderna som erkänns av den Internationella astronomiska unionen.

## Historik
Berenikes hår, som fick sitt namn efter drottning Berenike II, består av ett antal stjärnor som uppfattats som en asterism sedan hellenistisk tid. Eratosthenes beskrev asterismen både som "Ariadnes hår" och "Berenikes hår". Den antike astronomen Ptolemaios kallade den ”en hårlock”, men han listade den inte som en av de 48 konstellationerna i sitt samlingsverk Almagest, utan som en del i Lejonets stjärnbild.
Tycho Brahe listade stjärnbilden i sin stjärnkatalog 1602, och brukar anges som den som höjde upp asterismen till stjärnbild. Kartografen Caspar Vopel var dock före, redan 1536. Också Gerard Mercator har pekats ut som den som var först, i ett verk från 1551. Stjärnbilden fanns även med i den tyske astronomen Johann Bayers Uranometria från 1603.

## Mytologi
Berenikes hår symboliserar det hår som drottning Berenike II av Egypten skar av och offrade till gudarna för att hennes make, Ptolemaios III, skulle återvända från kriget.

## Stjärnor

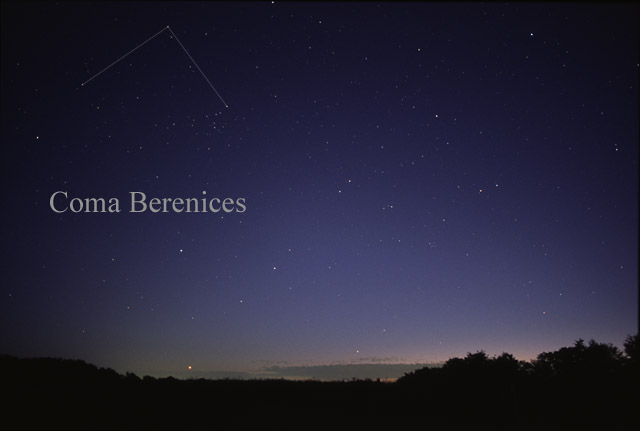
Stjärnbilden Berenikes hår (Coma Berenices) som den kan ses med blotta ögat.

Alla stjärnor i konstellationen är ganska ljussvaga.
- β - Beta Comae Berenices är en gul stjärna av magnitud 4,26.
- α - Diadem (Alfa Comae Berenices) är en dubbelstjärna av magnitud 4,32 bestående av två jämnstora gula stjärnor. Alfa Comae Berenices kallas ibland Al Dafirah.
- γ - Gamma Comae Berenices är en orange jättestjärna av magnitud 4,35.

## Djuprymdsobjekt

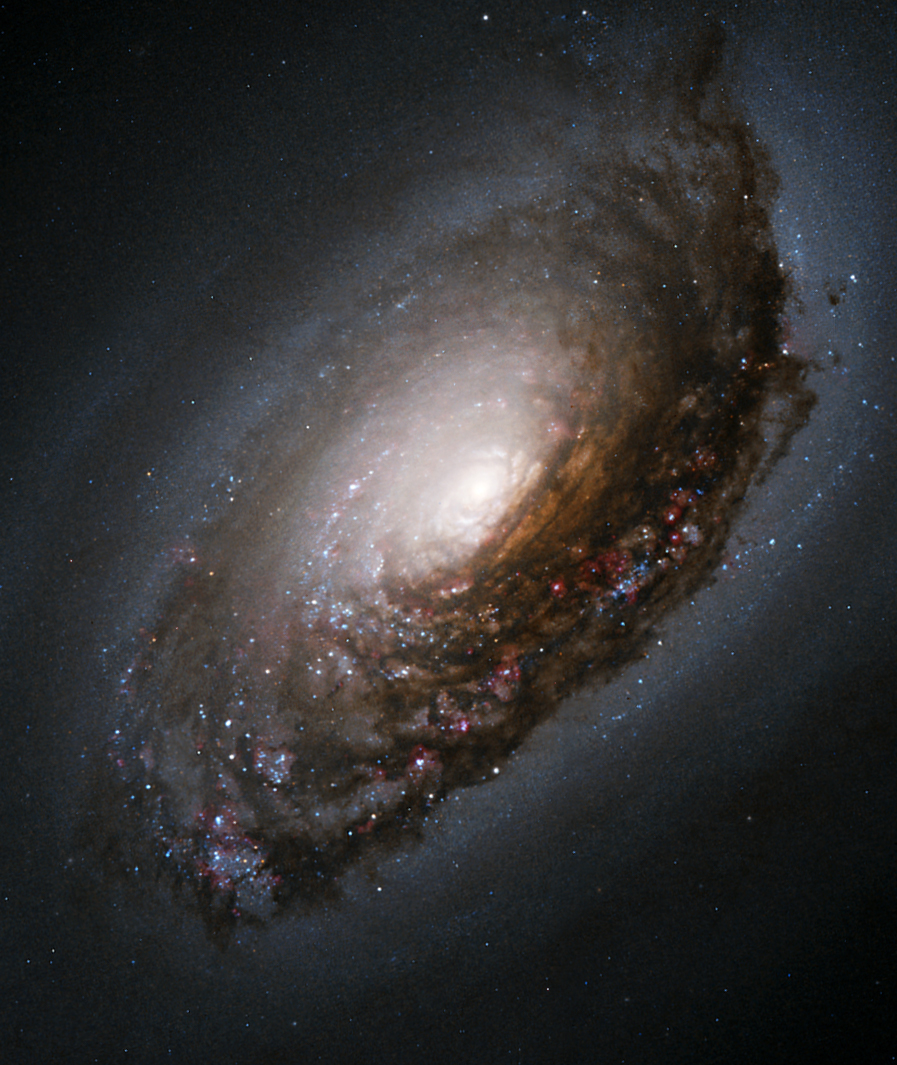
Messier 64, Blåtire-galaxen kallad, sedd av Hubbleteleskopet

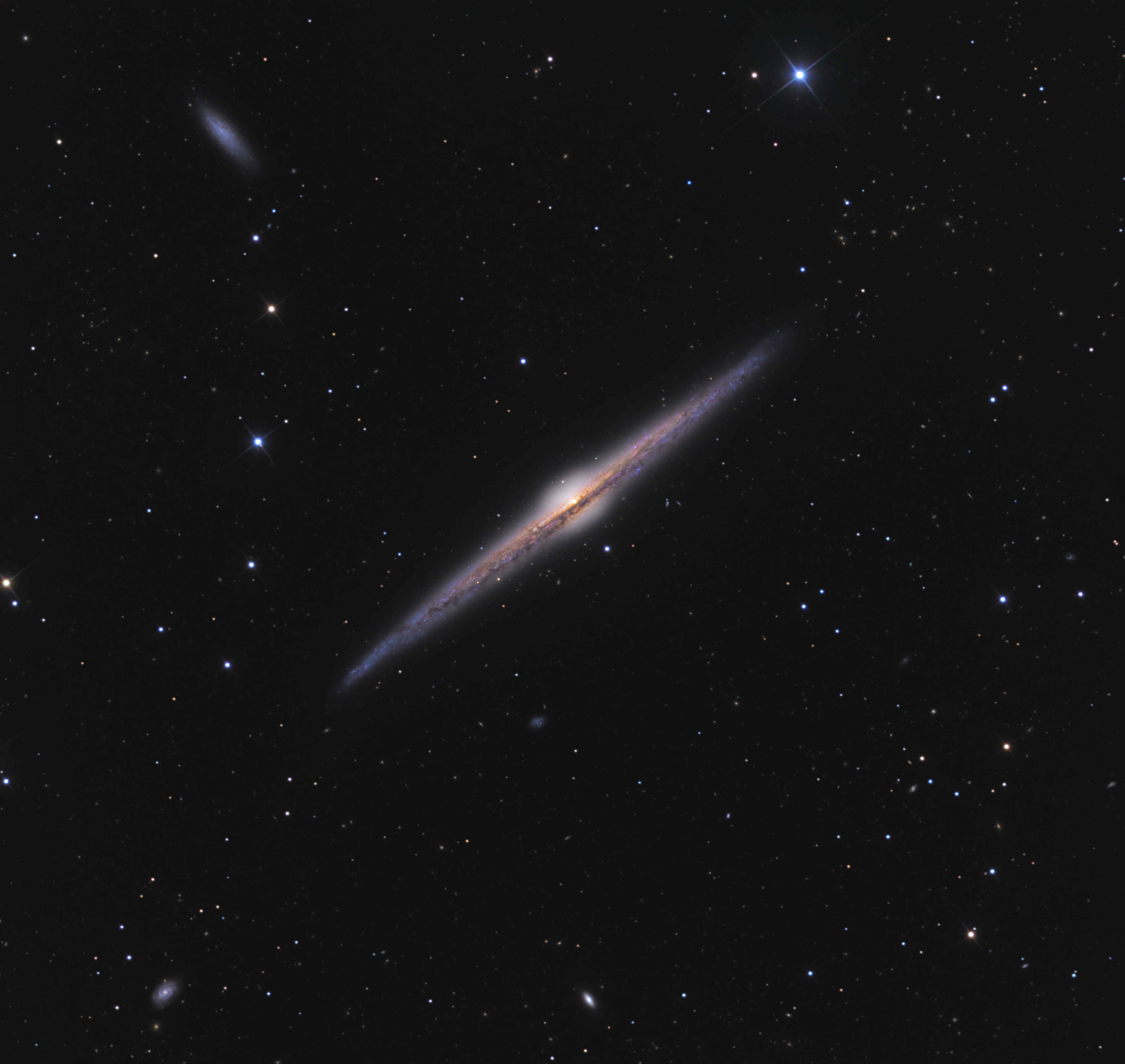
NGC 4565 eller Nålgalaxen

Det finns många intressanta objekt i Berenikes hår. Här är några välkända exempel.

### Stjärnhopar
- Messier 53 (NGC 5024) är en klotformig stjärnhop ungefär 58000 ljusår från jorden. Det är en av de mest avlägsna klotformiga stjärnhopar som astronomerna känner till. Den är ändå tillräckligt ljusstark för att kunna ses med en fältkikare. Magnitud 7.7.
- NGC 5053 är en klotformig stjärnhop av magnitud 9,0.
- Melotte 111 är en gles öppen stjärnhop av magnitud 1,8.[10] Den består av runt 40 stjärnor utspridda över mer än 7,5 grader på himlen.

### Galaxer
- Messier 64 (Blåtiran, Törnrosagalaxen, Onda ögat, NGC 4826) är en Seyfertgalax av magnitud 8,5 som är ett populärt objekt bland amatörastronomer. De yttre regionerna roterar i motsatt riktning till de inre delarna av galaxen. Teorin är att M64 har haft en mindre satellitgalax, som för ungefär en miljard år sedan införlivat i modergalaxen, där man fortfarande ser effekterna efter satellitgalaxen.
- Messier 85 (NGC 4382) är en linsformad galax av magnitud 9,1.
- Messier 88 (NGC 4501) är en Seyfertgalax av magnitud 9,6.
- Messier 91 (NGC 4548) är en stavgalax av magnitud 10,2.
- Messier 98 (NGC 4192) är en spiralgalax av magnitud 10,1.
- Messier 99 (NGC 4254) är en spiralgalax av magnitud 9,9.
- Messier 100 (NGC 4321) är en spiralgalax av magnitud 9,4.
- NGC 4414 är en spiralgalax av magnitud 10,3.
- NGC 4559 (Caldwell 36) är en spiralgalax av magnitud 10,0.
- NGC 4565 (Nålgalaxen, Caldwell 38) är en spiralgalax av magnitud 9,6 som upptäcktes av William Herschel.
- NGC 4889 (Caldwell 35) är en gigantisk elliptisk galax av magnitud 11,5 som ligger i Comahopen.

### Galaxhopar
- Comahopen (Abell 1656) är en galaxhop med mer än 1000 stora galaxer och 30000 mindre galaxer. Comahopen domineras av galaxen NGC 4889 (se ovan).
Comahopen och Leohopen utgör tillsammans Comasuperhopen.

## Norra galaktiska polen
Vintergatans norra galaktiska pol har positionen α=12t 51,4m och δ=+27° 08′ (epok J2000.0), vilket är i Berenikes hår.